# Теслин (река)
Теслин — река, протекающая на юге канадской территории Юкон и в северо-восточной части провинции Британская Колумбия. Река длиной 393 км. В верхнем течении пересекает озеро Теслин. Впадает в реку Юкон, являясь её правым притоком. Основные притоки: правые — Дженнингс, Хэйес, Свифт, Нисутлин.
Средний расход воды — 300 м³/с.

## История освоения и топонимия
В годы Клондайкской золотой лихорадки (1896—1899) река была частью одного из наиболее оживлённых маршрутов золотоискателей, преодолевших Береговой хребет через перевалы Чилкут и Уайт и направлявшихся в Доусон.
Английское название реки англ. Teslin River заимствовано из языком местных племён. На языке народа Тьючон, обитающего к северу от озера Теслин река называется Делин Чу, а тлинкиты именуют её Дайслин Хини (англ. Deisleen Héeni). Самоназвание местного субэтноса инландские тлинкиты звучит как «Дайслин Кван» (англ. Kwáan), что означает «Большое племя Сильных». Старатели и исследователи, проходившие через данный регион, записывали аборигенные названия, которые затем и эволюционировали в нынешний топоним. Верхнее течение реки (к югу от озера) с 1904 по 1951 годы официально называлась рекой Уайтсван. Помимо неё в озеро Теслин впадают ещё две реки: Дженнингс с юго-востока и Свифт с северо-востока.

## Растительность и животный мир
Ель чёрная — доминант древесного яруса растительных сообществ бассейна реки. Река является местом нереста лососей.

## Освоение бассейна
Добычу полезных ископаемых (золота и меди) в бассейне реки Теслин ведёт компания Teslin River Resources.